# Guy Caussemille
Guy Caussemille, né le 9 juillet 1930 à Marseille, est un joueur de football français. Il évoluait au poste de milieu de terrain.

## Carrière
Formé à l'Olympique de Marseille, Guy Caussemille évolue en équipe première entre 1950 et 1953, disputant 17 matchs en Division 1 (pour 2 buts) et 1 match de Coupe de France.